# Tritirachium cinnamomeum
Tritirachium cinnamomeum är en svampart som beskrevs av J.F.H. Beyma 1942. Tritirachium cinnamomeum ingår i släktet Tritirachium, divisionen sporsäcksvampar och riket svampar.   Inga underarter finns listade i Catalogue of Life.